# The Invisible War
The Invisible War è un film documentario del 2012 diretto da Kirby Dick. 
Nello stesso anno ha vinto l'Independent Spirit Award e il premio al Sundance Film Festival, in entrambi i casi per la categoria documentari.
È stato anche candidato all'Oscar al miglior documentario nel 2013.
Il film tratta il tema della violenza sessuale all'interno dell'esercito americano e dei traumi riguardanti la sfera sessuale dei suoi appartenenti.

## Accoglienza

### Critica
Il documentario ha ottenuto un'accoglienza positiva. Su Rotten Tomatoes ha ottenuto il 98%, in una valutazione basata su 66 recensioni con voto medio 8.2, ed è classificato primo tra i 100 migliori film del 2012 del sito stesso.
È apparso in svariate top ten dei migliori film pubblicate nel corso dell'anno dai seguenti periodici The New York Times, le Time et le National Board of Review.

## Riconoscimenti
- Sundance Film Festival 2012
  - Premio del pubblico: U.S. Documentary
- Independent Spirit Awards 2013
  - Miglior documentario
- National Board of Review Awards 2012
  - Migliori cinque documentari
- Writers Guild of America Award 2013
  - Miglior sceneggiatura di un documentario
- San Diego Film Critics Society Award 2012
  - Miglior documentario
- Seattle International Film Festival 2012
  - Miglior documentario
- Chicago Film Critics Association Awards 2012
  - Miglior documentario
- Dallas International Film Festival 2012
  - Silver Heart Award
- The Ridenhour Prizes 2013
  - Miglior documentario
- Premi Oscar 2013
  - Candidatura Miglior documentario
- Directors Guild of America Award 2013
  - Candidatura a Miglior regista di un documentario
- International Documentary Association Award 2012
  - Candidatura a Miglior film